# حارة لبوزة (البريقة)

تعديل مصدري - تعديل

حارة لبوزة هي إحدى حارات حي القاضي الواقع بمديرية البريقة التابعة لمحافظة عدن، بلغ تعداد سكانها 5950 نسمة حسب تعداد اليمن لعام 2004.